# Cantó de Lo Buçon
El cantó de Lo Buçon és un cantó francès del departament de Cruesa, situat al districte de Lo Buçon. Té 10 municipis i el cap és Lo Buçon.

## Municipis
- Alairac
- Lo Buçon
- Blaçac
- Neon
- Sent Auprian
- Sent Amand
- Sent Avit de Tarda
- Sent Maissenç
- Sent Marc a Frongiér
- Sent Pardos lo Nuòu

## Història
| Data d'elecció                           | Identitat                  | Partit           | Qualitat |
| ---------------------------------------- | -------------------------- | ---------------- | -------- |
| 1945-1973                                | Paul Pauly                 | SFIO, després PS |          |
| 1973-1980                                | Victor Pakomoff            | PS               |          |
| 1980-1998                                | Jean Mazetier              | UDF              |          |
| 1998-2004                                | Jacqueline Defemme-Verdier | PS               |          |
| 2004-                                    | Michel Moine               | PS               |          |
| les dades anteriors no són pas conegudes |                            |                  |          |
|                                          |                            |                  |          |

## Demografia
| 1962  | 1968  | 1975  | 1982  | 1990  | 1999  | 2006  |
| ----- | ----- | ----- | ----- | ----- | ----- | ----- |
| 8.138 | 8.638 | 8.749 | 8.320 | 7.972 | 7.407 | 6.971 |